# Björnön, Kristinestad
Björnön är en halvö i Finland. Den ligger i kommunen Kristinestad i landskapet Österbotten, i den sydvästra delen av landet, 300 km nordväst om huvudstaden Helsingfors.
Björnön utgör den södra delen av den halvö på vilken staden Kristinestad ligger. På Björnön ligger Kristinestads kraftverk som ägs av Pohjolan Voima. Öster om Björnön ligger Stadsfjärden med ön Högholmen.